# Draconarius pervicax
Draconarius pervicax is een spinnensoort uit de familie nachtkaardespinnen (Amaurobiidae). De soort komt voor in China.